# Giovanni Emanuel
Giovanni Emanuel (Morano sul Po, 11 febbraio 1848 – Torino, 8 agosto 1902) è stato un attore teatrale italiano.

## Biografia
Il padre, Guglielmo, già sindaco di Morano dal 1844 al 1846, si trasferì con la famiglia a Torino in quanto il re Carlo Alberto lo volle presso di sé in qualità di amministratore dei suoi rustici.
Giovanni Emanuel si appassionò al teatro dopo aver assistito a una recita di Ernesto Rossi, un famoso interprete romantico. Dopo aver studiato recitazione nella scuola di Carolina Malfatti, esordì come secondo brillante nella Compagnia Bellotti Bon (1866); recitò successivamente con Tommaso Salvini e Giuseppe Peracchi. Nel 1873 formò compagnia propria nella quale lavorarono per qualche tempo Eleonora Duse, Virginia Reiter, Giacinta Pezzana, Giuseppe Bracci ed Ermete Zacconi.
Il primo febbraio 1877 è iniziato in massoneria nella loggia La Ragione di Milano.

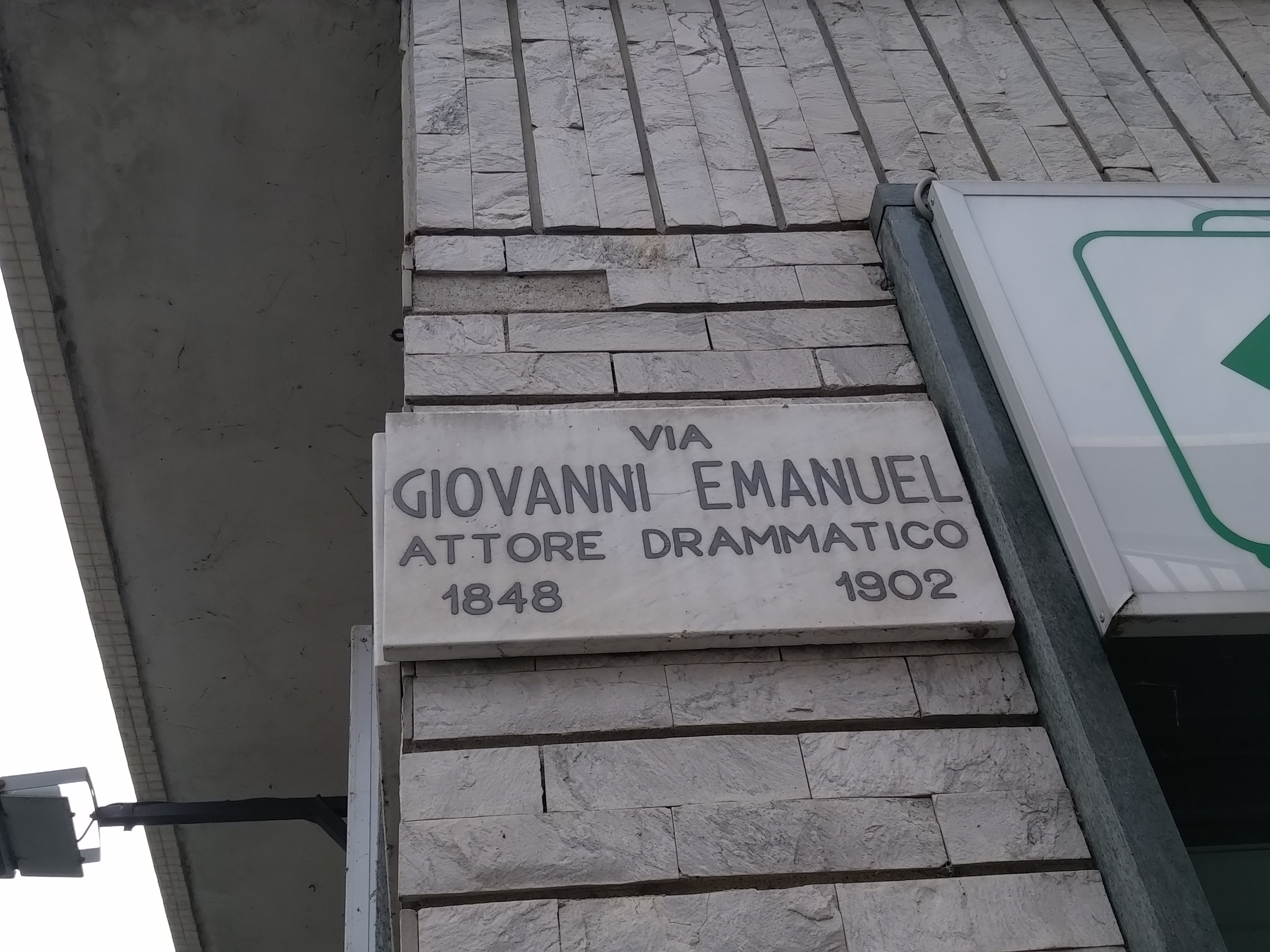
La via dedicata a Giovanni Emanuel a Torino

Nel 1880 pubblica un volume dal titolo «Rossi o Salvini ? Risposta ad un articolo del giornale lo SPORT di Napoli», sotto lo pseudonimo John Weelman di Terranova a sostegno della tesi "salviniana" nel dualismo dell'epoca tra Ernesto Rossi e Tommaso Salvini.
Il figlio Guglielmo, nato dal matrimonio con Vittoria Nebuloni, fu un noto giornalista, direttore del Corriere della Sera.
Emanuel ebbe una buona cultura letteraria, e tradusse spesso da sé le opere degli autori stranieri che avrebbe dovuto rappresentare. Seguace del naturalismo, ricercava attentamente la verosimiglianza anche nei classici. Predilesse il teatro di Shakespeare; ma rappresentò anche opere di Manzoni, Alfieri, Cavallotti, Beaumarchais, Balzac e Zola.
Le spoglie mortali riposano nel cimitero di Stupinigi, dove volle essere sepolto accanto a quelle della madre Rosa Pugno.